# Werner Friese
Werner Friese (ur. 30 marca 1946 w Dreźnie, zm. 28 września 2016) – niemiecki piłkarz grający na pozycji bramkarza.

## Kariera klubowa
Friese urodził się w Dreźnie i tam też rozpoczął karierę piłkarską w klubie TSG Blau-Weiß. Następnie trafił do SC Einheit Drezno i w 1964 roku zadebiutował w jego barwach w drugiej lidze NRD. Po spadku drużyny do trzeciej ligi odszedł do innego zespołu z Drezna, Lokomotive Drezno i przez kolejne dwa sezony bronił na zapleczu wyższej ligi NRD. Latem 1968 odszedł do Lokomotive Lipsk, w którym wygrał rywalizację o miejsce w składzie z Peterem Nauertem. W 1970 roku wystąpił w finale Pucharu NRD, a potem grał z nim jeszcze w 1973, 1976 i 1977 roku. Zdobył go tylko raz, w 1976 roku, gdy Lokomotive pokonał w finale Vorwärts Frankfurt 3:0. Z kolei w 1974 roku dotarł z drużyną z Lipska do półfinału Pucharu UEFA, ale Niemcy przegrali po dwumeczu z Tottenhamem Hotspur (1:2, 0:2). W 1979 roku odszedł z Lokomotive i został zawodnikiem drużyny Chemie Böhlen. Grał tam do 1981 roku i wtedy też w wieku 35 lat zakończył karierę piłkarską.
Po zakończeniu kariery Friese został trenerem. W latach 1986–1989 prowadził Lokomotive Halberstadt, a po uzyskaniu dyplomu trenera szkolił piłkarzy FSV Frankfurt i Rot-Weiß Frankfurt. W 1992 roku został trenerem bramkarzy w Eintrachcie Frankfurt, a w 1993 roku pracował na tej samej funkcji w Bayerze 04 Leverkusen. W 2004 roku trafił do Szachtara Donieck, a w 2005 wrócił do Drezna zostając szkoleniowcem bramkarzy w Dynamie Drezno.
Zmarł 28 września 2016 na chorobę nowotworową.

## Kariera reprezentacyjna
W 1974 roku Friese został powołany przez selekcjonera Georga Buschnera do reprezentacji NRD na Mistrzostwa Świata w RFN, jedyny mundial na którym uczestniczyła kadra NRD. Tam był rezerwowym bramkarzem dla Jürgena Croya i nie wystąpił w żadnym spotkaniu. W kadrze narodowej także nie rozegrał żadnego meczu.